# Trout Beck (River Glenderamackin)
Der Trout Beck ist ein Wasserlauf im Lake District, Cumbria, England. Er entsteht nordwestlich von Dockray aus dem Zusammenfluss von Groove Beck, Blake Sike und einem unbenannten Zufluss. Er fließt als Thornsgill Beck in nördlicher Richtung und wechselt südlich des Weilers Troutbeck seinen Namen. Unmittelbar südlich des Weilers schwenkt der Lauf des Troutbeck um 90 Grad nach Westen. Er verläuft in dieser Richtung bis zu seiner Mündung in den River Glenderamackin.
Der Thornsgill Beck als Oberlauf des Trout Beck bildet zusammen mit dem Mosedale Beck und den Wolf Crags einen Site of Special Scientific Interest. Das Gestein der Region zeigt in herausragender Weise Spuren der Vereisung vor der Letzten Kaltzeit in Nord-West England.